# منعكس عيني قلبي

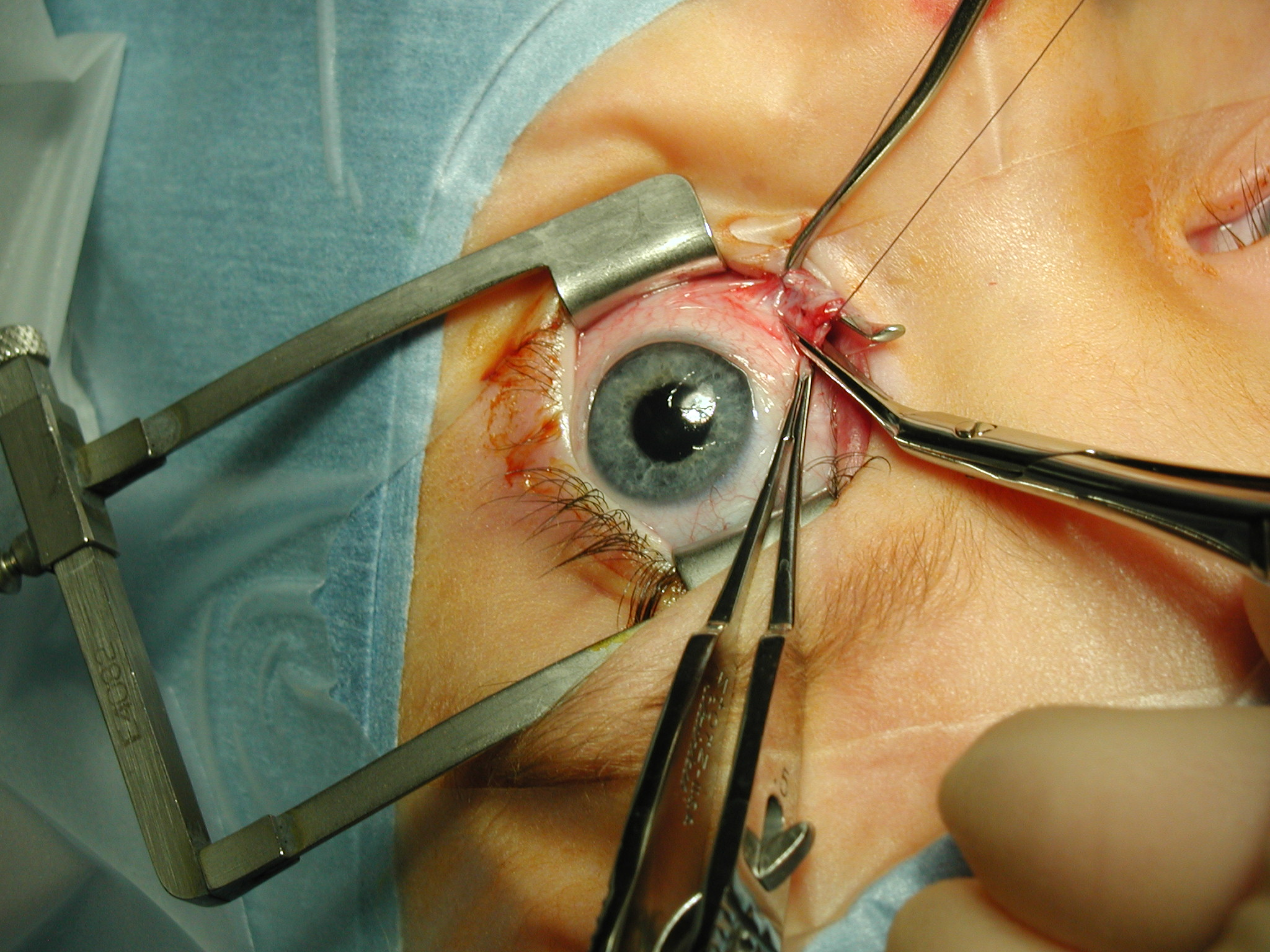

المنعكس العيني القلبي (بالإنجليزية: oculocardiac reflex)‏ أو منعكس آشنر (بالإنجليزية: Aschner reflex) هو منعكس ينشأ عنه حدوث انخفاض في معدل نبضات القلب بشكل أساسي نتيجة لوجود ضغط على العين أو شد في العضلات المتحكمة بها. يتراوح تأثير المنعكس على القلب بين بطء القلب واضطراب النظم القلبي واحتمالية حدوث رجفان بطيني وحتى حدوث توقف للقلب، وينشأ هذا التأثير نتيجة لتثبيط العقدة الجيبية الأذينية. تنخفض حدة المنعكس مع ثبات المحفز أو استمراره لمدة طويلة، وتزداد حدته في الأطفال حديثي الولادة وفي أثناء جراحات تصحيح الحول بشكل رئيسي.

## مسار المنعكس
- المحفز: وقوع ضغط مباشر على عضلات العين خصوصاً العضلة المستقيمة الوسطية أثناء إجراء جراحة أو بفعل إصابة، الضغط على العين أو ألم العين، الضغط الحادث نتيجة حقن التخدير الموضعي حول العين، يمكن أن ينشأ المنعكس ويتم تحفيزه نتيجة تكون ورم دموي بعد جراحة استئصال العين.
- العصب الوارد: تنتقل الإشارات العصبية من العقدة الهدبية إلى الفرع العيني الخاص بالعصب ثلاثي التوائم (العصب الخامس)، ويمكن أن تنتقل الإشارات العصبية خلال العصبين الفكي العلوي والفكي السفلي كذلك.[5][6]
- المركز: تتشابك الأعصاب الواردة مع النواة الحشوية الحركية الخاصة بالعصب الحائر والمتواجدة في التكوين الشبكي بجذع الدماغ.
- العصب الصادر: تنتقل الإشارات العصبية إلى القلب خلال العصب الحائر صادرة من مركز القلب بالنخاع المستطيل.[2]

## الوقاية والعلاج
تتزايد خطورة المنعكس في الأطفال الخاضعين لعمليات تصحيح الحول أو جراحات العيون بشكل عام، وللوقاية من تأثيرات المنعكس يتم حقن المريض بمضاد مسكاريني مثل أتروبين قبل البدء في إجراء الجراحة، أما في المرضى كبار السن والمصابين بتصلب الشرايين فلا يعد الأتروبين مناسباً حيث يمكن الاستعاضة عنه بحقن تخدير موضعي مع مراعاة عدم زيادة الضغط بشكل كبير. في حالة تفعيل المنعكس أثناء الجراحة يتم وقف المحفز بشكل فوري (وقف الضغط على العين من قبل الجراح كمثال) مع التأكد من وصول الأكسجين للمريض وجودة التهوية الخاضع لها الإضافة لتعزيز مستوى التخدير العام المعرض له المريض، في حالة استمرار بطء القلب يتم حقن أتروبين وريدياً والإستمرار في إجراء الجراحة عند رجوع معدل نبضات القلب إلى الوضع الطبيعي، أما في حالة توقف القلب فيتم البدء بإجراء إنعاش قلبي رئوي على الفور.